# 夏洛特·米厄
夏洛特·米厄（德語：Charlotte Mühe，1910年1月24日—1981年1月10日），德国女子游泳运动员，主攻蛙泳。她曾代表德国参加1928年夏季奥林匹克运动会游泳比赛，获得女子200米蛙泳铜牌。